# Нигерија на Светском првенству у атлетици на отвореном 2019.
Нигерија је учествовала на 17. Светском првенству у атлетици на отвореном 2019. одржаном у Дохи од 27. септембра до 6. октобра седамнаести пут, односно учествовала је на свим првенствима до данас. Репрезентацију Нигерије представљало је 22 такмичара (10 мушкарца и 12 жена) који су се такмичили у 14 дисциплина (6 мушких и 8 женских).,
На овом првенству Нигерија је по броју освојених медаља делила 31. место са 1 освојеном медаљом (1 бронзану). У табели успешности према броју и пласману такмичара који су учествовали у финалним такмичењима (првих 8 такмичара) Нигерија је са 3 учесника у финалу делила 32. место са освојених 12 бодова.
| Плас. | Земља    | 1. место | 2. место | 3. место | 4. место | 5. место | 6. место | 7. место | 8. место | Бр. финал. | Бод. |
| ----- | -------- | -------- | -------- | -------- | -------- | -------- | -------- | -------- | -------- | ---------- | ---- |
| =32.  | Нигерија | 0        | 0        | 1        | 1        | 0        | 0        | 0        | 1        | 3          | 12   |

## Учесници
| Мушкарци: - Рејмонд Екево — 100 м - Ушеоритсе Итсекири — 100 м, 4 х 100 м - Дивине Одудуру — 200 м - Емануел Ароволо — 200 м - Едосе Ибадин — 800 м - Рилван Аловонле — 400 м препоне - Enoch Olaoluwa Adegoke — 4 х 100 м - Огхо-Огхене Егверо — 4 х 100 м - Сеје Огунлеве — 4 х 100 м - Чуквуебука Енеквечи — Бацање кугле | Жене: - Блесинг Окагбаре — 200 м, 4 х 100 м - Фавоур Офили — 400 м, 4 х 400 м - Patience Okon George — 400 м, 4 х 400 м - Тоби Амусан — 100 м препоне - Џој Удо-Габријел — 4 х 100 м - Мерси Нтиа-Обонг — 4 х 100 м - Розмери Чуквума — 4 х 100 м - Blessing Oladoye — 4 х 400 м - Abike Funmilola Egbeniyi — 4 х 400 м - Есе Бруме — Скок удаљ - Oyesade Olatoye — Бацање кугле - Chioma Onyekwere — Бацање диска |  |

## Освајачи медаља (1)

### бронза (1)
- Есе Бруме — Скок удаљ

## Резултати

### Мушкарци
| Атлетичар                                                                  | Дисциплина    | Лични рекорд | Квалификације    | Квалификације    | Полуфинале            | Полуфинале            | Финале                | Финале                | Детаљи |
| Атлетичар                                                                  | Дисциплина    | Лични рекорд | Резултат         | Место            | Резултат              | Место                 | Резултат              | Место                 | Детаљи |
| -------------------------------------------------------------------------- | ------------- | ------------ | ---------------- | ---------------- | --------------------- | --------------------- | --------------------- | --------------------- | ------ |
| Рејмонд Екево                                                              | 100 м         | 9,96         | 10,14 (.134) КВ  | 2. у гр. 3       | 10,20 (.193)          | 5. у гр. 2            | Није се квалификовао  | 18 / 65 (68)          |        |
| Ушеоритсе Итсекири                                                         | 100 м         | 10,02        | 10,46            | 7. у гр. 2       | Није се квалификовао  | Није се квалификовао  | Није се квалификовао  | 42 / 65 (68)          |        |
| Дивине Одудуру                                                             | 200 м         | 19,73 НР     | 20,40 (.392) кв  | 4. у гр. 1       | 20,84                 | 8. у гр. 3            | Није се квалификовао  | 22 / 50 (53)          |        |
| Емануел Ароволо                                                            | 200 м         | 20,37        | 21,07            | 7. у гр. 5       | Нису се квалификовали | Нису се квалификовали | Нису се квалификовали | 44 / 50 (53)          |        |
| Едосе Ибадин                                                               | 800 м         | 1:45,60      | 1:47,91          | 65. у гр. 6      | Нису се квалификовали | Нису се квалификовали | Нису се квалификовали | 34 / 44 (46)          |        |
| Рилван Аловонле                                                            | 400 м препоне | 49,42        | 50,04 КВ         | 4. у гр. 3       | 52,01                 | 8. у гр. 3            | Није се квалификовао  | 24 / 38 (39)          |        |
| Enoch Olaoluwa Adegoke Ушеоритсе Итсекири Огхо-Огхене Егверо Сеје Огунлеве | 4 х 100 м     | 37,94 НР     | Дисквалификовани | Дисквалификовани |                       |                       | Нису се квалификовали | Нису се квалификовали |        |
| Чуквуебука Енеквечи                                                        | Бацање кугле  | 21,80 НР     | 20,94 КВ         | 8. у гр. Б       |                       |                       | 21,18                 | 8 / 34 (35)           |        |

### Жене
| Атлетичарка                                                                 | Дисциплина    | Лични рекорд | Квалификације    | Квалификације    | Полуфинале            | Полуфинале            | Финале                | Финале                | Детаљи |
| Атлетичарка                                                                 | Дисциплина    | Лични рекорд | Резултат         | Место            | Резултат              | Место                 | Резултат              | Место                 | Детаљи |
| --------------------------------------------------------------------------- | ------------- | ------------ | ---------------- | ---------------- | --------------------- | --------------------- | --------------------- | --------------------- | ------ |
| Блесинг Окагбаре                                                            | 200 м         | 22,04 НР     | Дисквалификована | Дисквалификована | Није се квалификовала | Није се квалификовала | Није се квалификовала | Није се квалификовала |        |
| Фавоур Офили                                                                | 400 м         | 51,68        | 51,51 КВ, ЛР     | 3. у гр. 4       | 52,58                 | 6. у гр. 3            | Нису се квалификовале | 21 / 47 (48)          |        |
| Patience Okon George                                                        | 400 м         | 50,71        | 51,77 кв         | 6. у гр. 2       | 51,89                 | 6. у гр. 1            | Нису се квалификовале | 17 / 47 (48)          |        |
| Тоби Амусан                                                                 | 100 м препоне | 12,49        | 12,48 КВ, ЛР     | 1. у гр. 5       | 12,48 КВ, ЛР          | 1. у гр. 3            | 12,49                 | 4 / 36 (38)           |        |
| Џој Удо-Габријел Блесинг Окагбаре Мерси Нтиа-Обонг Розмери Чуквума          | 4 х 100 м     | 42,39 НР     | 43,05 НРС        | 6. у гр. 2       |                       |                       | Нису се квалификовале | 10 / 13 (16)          |        |
| Blessing Oladoye Patience Okon George Abike Funmilola Egbeniyi Фавоур Офили | 4 х 400 м     | 3:21,04 НР   | 3:35,90          | 8. у гр. 1       | 15 / 15 (16)          |                       | Нису се квалификовале |                       |        |
| Есе Бруме                                                                   | Скок удаљ     | 7,05         | 6,89 КВ          | 1. у гр. А       | 6,91                  |                       |                       |                       |        |
| Oyesade Olatoye                                                             | Бацање кугле  | 17,88        | 16,97            | 13. у гр. А      | Нису се квалификовале | 26 / 27               |                       |                       |        |
| Chioma Onyekwere                                                            | Бацање диска  | 60,75        | 61,38 ЛР         | 7. у гр. Б       | Нису се квалификовале | 13 / 29 (30)          |                       |                       |        |